# Szent Imre-templom (Tata)
A Szent Imre-templom, köznapi nevén tóvárosi kapucinus templom római katolikus plébániatemplom a Komárom-Esztergom vármegyei Tata Tóváros nevű városrészében, amely egyházi közigazgatás szempontjából a Győri egyházmegye kötelékébe, ezen belül, a tatai espereskerületbe  tartozik. Külsőleg igen szerény megjelenésű, ám igen díszes, barokk stílusú templombelsőt rejtő, műemlék épület.

## Története
Tata városában a 18. század derekán települtek le a kapucinus rend képviselői, Eszterházy József hívására, templomuk alapkövét 1743. május 5-én tették le, ugyanekkor iktatták be első helyi szerzeteseiket is. A kivitelezéssel Kuttner József komáromi építőmestert bízták meg, aki Fellner Jakab egykori tanítványa volt. A templom alig három év alatt el is készült, ünnepélyes átadása 1746. július 27-én zajlott. A második világháború és az azt követő évtizedek nem kedveztek a templomnak, ebben az időszakban sok kegytárgy is eltűnt innen.

## A templom épülete
A templom egyhajós, huszártornyos épületére, a külső megjelenését illetően a tudatosan vállalt szerénység, jóformán teljesen dísztelen kivitelezés jellemző, a mívesen megmunkált bejáratot, a mellette álló kőkeresztet és az ajtó fölötti homlokzatrészen látható festményt leszámítva szinte semmi sem mutatja a járókelő vagy az utcában közlekedő számára, hogy templom mellett halad el. Az épületbe belépő elé azonban pompás barokk kivitelű templombelső tárul, melynek ékessége az egész oltárt kitöltő, mívesen faragott főoltár, de méltó párjai ennek a diadalív mellett kétoldalt álló mellékoltárok is.

## A templom berendezése
A templom főoltárképe Szent Istvánt ábrázolja, amint Szűz Mária oltalmába ajánlja Magyarországot, fia, Szent Imre jelenlétében; az 1890-ben készült kép alkotója Müller Ferenc volt. A főoltár és a mellékoltárok kialakítását Josef Beckert bécsi szobrász tervezte meg, kivitelezőjük a kapucinus rend egyik, asztalos hivatást űző tagja, Jácint testvér volt, míg a mellékoltárok festményeit Carl Auerbach és Casper Reisner alkotta. A szembemiséző oltár, a szentélyben lévő székek és a húsvéti gyertyatartó Cs. Kiss Ernő tatai faragó művész munkái; ugyanő alkotta a mellékoltárok előtt látható, Árpád-házi Szent Erzsébetet és Szent Imrét ábrázoló szobrokat is, Virágh János, az utolsó tóvárosi kapucinus plébános kérésére.

## A templom jelene
A templom 2007-ig tartozott a kapucinus rend fennhatósága alá, azóta az itteni templomi szolgálatot a Győri egyházmegye egyházmegyés papjai látják el. A Szent Imre-templom mindenkori plébánosa látja el oldallagosan az agostyáni és (2011 óta) a vértestolnai egyházközségeket is.

## A templom papjai
Jelenleg
- Szalai Gábor (2007–2015. július 31.)

Korábban
- a minorita rend papjai látták el az itteni templomi szolgálatot.